# Herzlija
Herzlija (hebrejsky הֶרְצְלִיָּה‎, v oficiálním přepisu do angličtiny Herzliyya) je město v Izraeli v Telavivském distriktu.

## Geografie

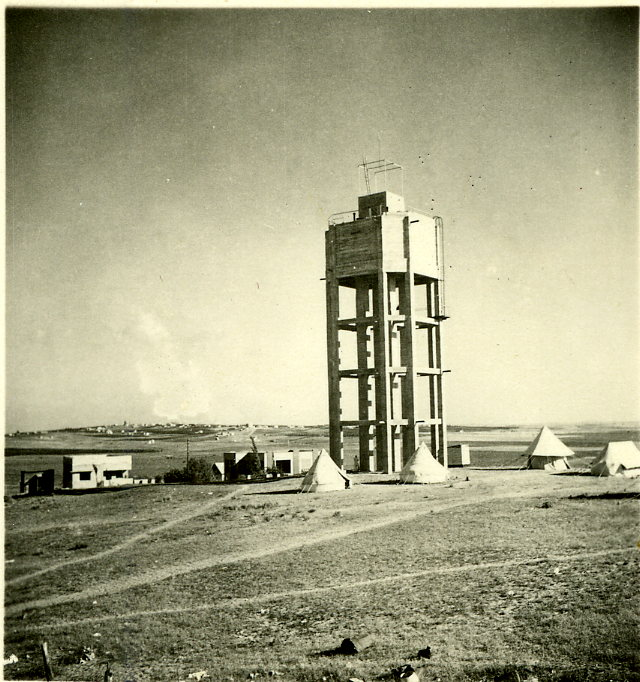
Věž na vodu v Herzliji na snímku z roku 1926

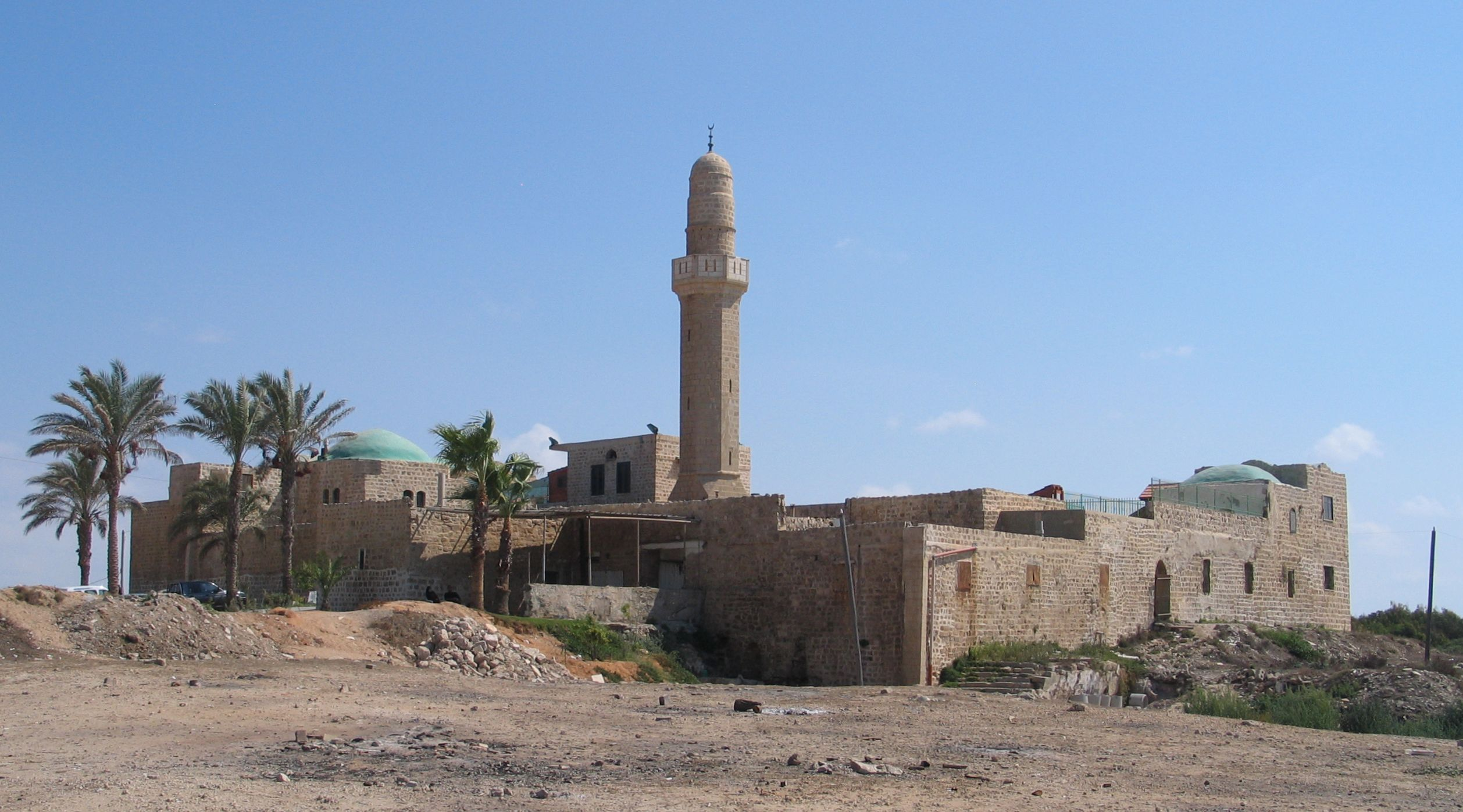
Muslimská svatyně Sidna Ali v Herzliji poblíž pobřeží moře

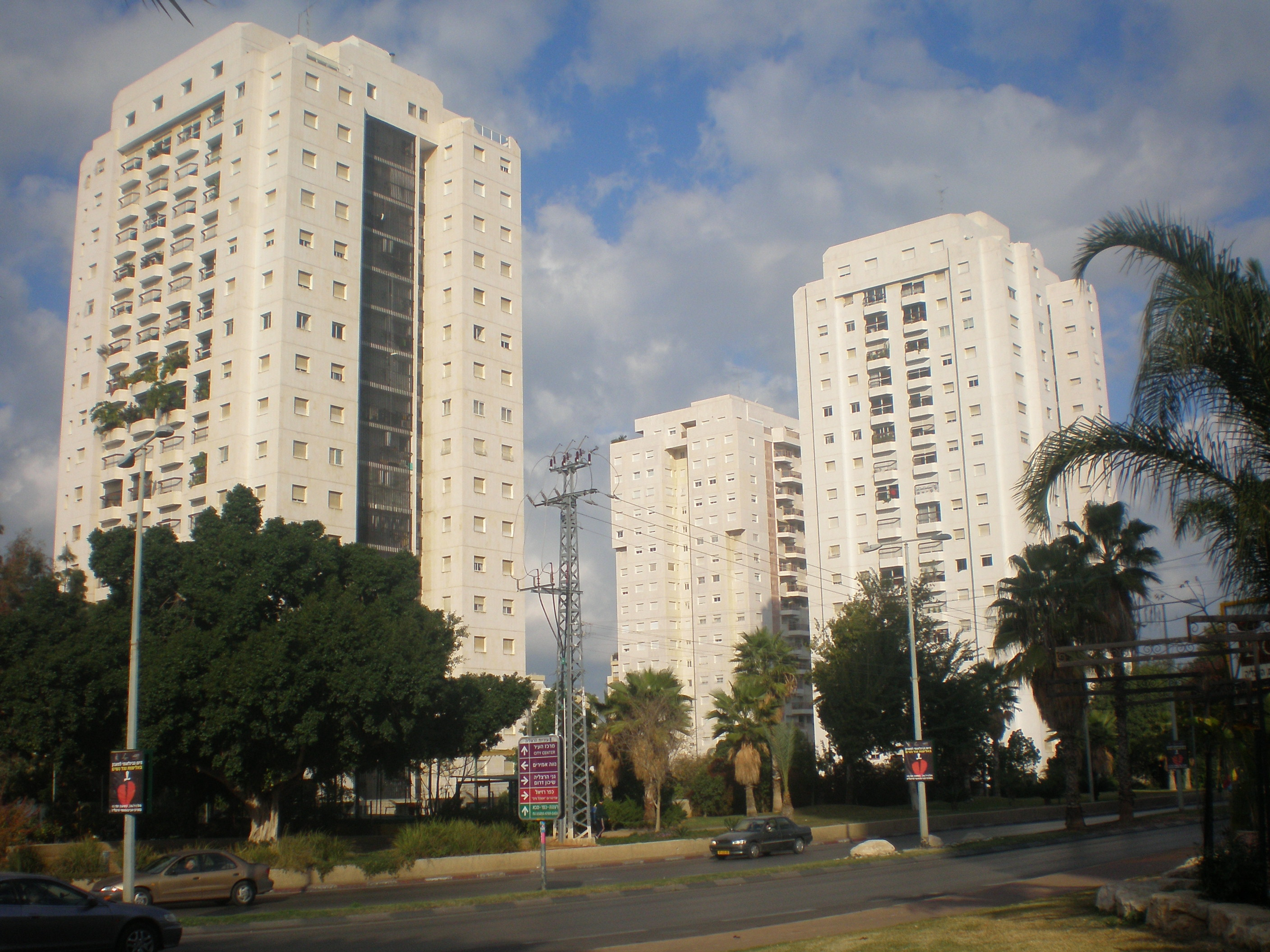
Obytný soubor Neve Amirim v Herzliji

Nachází se v nadmořské výšce 20 metrů v Šaronské planině, severně od Tel Avivu v metropolitní oblasti Guš Dan, nedaleko od pobřeží Středozemního moře. Na severozápadním okraji města začíná vádí Nachal Rišpon.
Leží v hustě osídlené oblasti, která je etnicky zcela židovská.
Město je na dopravní síť napojeno pomocí četných komunikací v rámci aglomerace Tel Avivu, zejména dálnice číslo 2 a dálnice číslo 20, které probíhají severojižním směrem skrz západní část města. Po severním okraji Herzlije byla trasována nová dálnice číslo 531. Obcí prochází i pobřežní železniční trať. Nachází se tu železniční stanice Herzlija. Z této trati se má výhledově prodloužit k východu železniční spojení do Ra'anany, kam již vede nově budovaná železniční trať Tel Aviv – Ra'anana.

## Dějiny
Herzlija, která je pojmenována po zakladateli moderního sionismu Theodoru Herzlovi, byla založena 23. listopadu 1924 jako vesnice typu mošav, jehož obyvatele tvořili jak nově příchozí imigranti, tak starousedlíci. Po založení Státu Izrael tedy po roce 1948 se zde usídlilo velké množství lidí a obec rychle nabývala městského charakteru. 11. dubna 1960 Herzlija byla prohlášena městem.
Jednou ze čtvrtí města je Herzlija Pituach, jedna z nejluxusnějších izraelských lokalit, jež je domovem mnoha velvyslanců a zahraničních diplomatů. Přiléhá k rozsáhlému plážovému areálu s hotely a silným turistickým ruchem.

## Vzdělání a kultura
V Herzliji se nachází soukromá vysoká škola Interdisciplinary Center, která nabízí vysokoškolské vzdělání v oblasti práva, počítačových věd, ekonomiky, politologie a dalších vědních disciplín. Ve městě rovněž sídlí největší izraelské televizní a filmové studio Ulpanej Herzlija (Herzlijská studia). Herzlijský přístav byl vybudován v 70. letech. Město má malé letiště (kód: HRZ), tři malá obchodní centra (Arena, Seven Stars a Outlet), kina, divadla, muzea, kulturní centra a stadion.

### Herzlijská konference
Od roku 2000 se zde každoročně koná Herzlijská konference, jež je summitem, kde se setkávají nejvýznamnější Izraelci a mezinárodní představitelé. Konference se účastní vládní ministři, členové Knesetu, vysocí důstojníci armády, představitelé izraelských podnikatelů, akademici, zástupci izraelských a zahraničních médií, delegáti světových židovských organizací, zahraniční hodnostáři a izraelští diplomati.

## Osobnosti
- Me'ir Har-Cijon (1934–2014) – elitní izraelský voják, někdejší člen speciální Jednotky 101

### Starostové
- Avraham Rafael Hirsch, 1937–1938
- Šimon Levin, 1938–1943
- Ben Cijon Michaeli, 1943–1960
- Pesach Jifcher, 1960–1966
- Natan Rozental, 1966–1967
- Josef Navo, 1969–1983
- Jicchak Avraham Landau, 1983–1998 (Likud)
- Ja'el German, 1998–2013 (Merec-Jachad)

## Sport
Herzlija má dva fotbalové kluby: Maccabi a Hapoel. V roce 2020 hrají oba v lize „Alef“ (doslova „první“, fakticky třetí v pořadí). Oba kluby využívají městský stadion. Je zde rovněž basketbalový tým Bnej ha-Šaron.

## Demografie
Podle údajů z roku 2009 tvořili naprostou většinu obyvatel Židé – přibližně 83 900 osob (včetně statistické kategorie „ostatní“, která zahrnuje nearabské obyvatele židovského původu, ale bez formální příslušnosti k židovskému náboženství, přibližně 86 900 osob).
Jde o velkou obec městského typu s populací, která po delší stagnaci začala okolo roku 2010 opět narůstat. K 31. prosinci 2017 zde žilo 94 000 lidí.
| Rok  | Obyvatelé |
| ---- | --------- |
| 1948 | 5 287     |
| 1949 | 9 000     |
| 1950 | 12 200    |
| 1951 | 17 000    |
| 1952 | 18 600    |
| 1953 | 19 200    |
| 1954 | 19 900    |
| 1955 | 21 000    |
| 1956 | 21 500    |
| 1957 | 23 300    |
| 1958 | 23 900    |
| 1959 | 24 600    |

| Rok  | Obyvatelé |
| ---- | --------- |
| 1960 | 26 000    |
| 1961 | 28 400    |
| 1962 | 30 000    |
| 1963 | 31 800    |
| 1964 | 32 900    |
| 1965 | 34 100    |
| 1966 | 35 000    |
| 1967 | 35 600    |
| 1968 | 36 300    |
| 1969 | 37 300    |
| 1970 | 38 500    |
| 1971 | 40 100    |

| Rok  | Obyvatelé |
| ---- | --------- |
| 1972 | 41 200    |
| 1973 | 44 300    |
| 1974 | 45 900    |
| 1975 | 47 800    |
| 1976 | 49 700    |
| 1977 | 52 000    |
| 1978 | 54 300    |
| 1979 | 56 400    |
| 1980 | 58 900    |
| 1981 | 60 700    |
| 1982 | 63 200    |
| 1983 | 63 200    |

| Rok  | Obyvatelé |
| ---- | --------- |
| 1984 | 66 100    |
| 1985 | 67 100    |
| 1986 | 68 600    |
| 1987 | 70 200    |
| 1988 | 71 600    |
| 1989 | 73 200    |
| 1990 | 77 200    |
| 1991 | 80 200    |
| 1992 | 81 800    |
| 1993 | 82 700    |
| 1994 | 83 800    |
| 1995 | 82 945    |

| Rok  | Obyvatelé |
| ---- | --------- |
| 1996 | 82 958    |
| 1997 | 82 452    |
| 1998 | 82 277    |
| 1999 | 82 500    |
| 2000 | 83 139    |
| 2001 | 83 229    |
| 2002 | 83 300    |
| 2003 | 83 600    |
| 2004 | 83 600    |
| 2005 | 83 700    |
| 2006 | 84 100    |
| 2007 | 84 200    |

| Rok  | Obyvatelé |
| ---- | --------- |
| 2008 | 86 300    |
| 2009 | 87 000    |
| 2010 | 88 100    |
| 2011 | 88 700    |
| 2012 | 89 200    |
| 2013 | 89 800    |
| 2014 | 90 700    |
| 2015 | 91 900    |
| 2016 | 93 100    |
| 2017 | 94 000    |
| 2018 | 95 100    |

## Partnerská města
- Alicante, Španělsko
- Banská Bystrica, Slovensko
- Bursa, Turecko
- Columbus, Spojené státy americké
- Dnipro, Ukrajina
- Funchal, Portugalsko
- Hollywood, Spojené státy americké
- Marl, Německo
- San Isidro, Argentina
- San Isidro, Peru
- Toulon, Francie